# Schenkenzell
Schenkenzell là một xã nằm ở huyện Rottweil, thuộc bang Baden-Württemberg, Đức.